# Forcipomyia walschaertsi
Forcipomyia walschaertsi är en tvåvingeart som beskrevs av Gosseries 1989. Forcipomyia walschaertsi ingår i släktet Forcipomyia och familjen svidknott. Inga underarter finns listade i Catalogue of Life.